# Луис Хенри Морган
Луис Хенри Морган  (Орора, 21. новембар 1818 — Рочестер, 17. децембар 1881) био је амерички антрополог и социјални филозоф. Радио је као адвокат. Најпознатији је по свом раду из област родства и социјалне структуре. Такође познате су његове теорије друштвене еволуције, те  етнографски радови о Ирокезима. Предложио је концепт у коме у примарним друштвима влада матријархат.
Интересује се за друштвене промене, те подржава Европске социјалне теоретичаре Карла Маркса и Фридриха Енгелса, на које је утицао својим радом од. тезама о друштвеној структури и материјалној култури са утицајем на технолошки напредак.
Морган је једини амерички социјални филозоф, чије су теорије цитиране од стране различитих научних школа: Маркса, Дарвина и Фројда. Био је члан Националне академије наука. Постао је члан америчког удружења за унапређење науке 1879. године.
Морган је био посланик из реда републиканаца у Њујоршкој скупштини 1861. и сенатор у 1868. и 1869. години.